# Heiligenschein

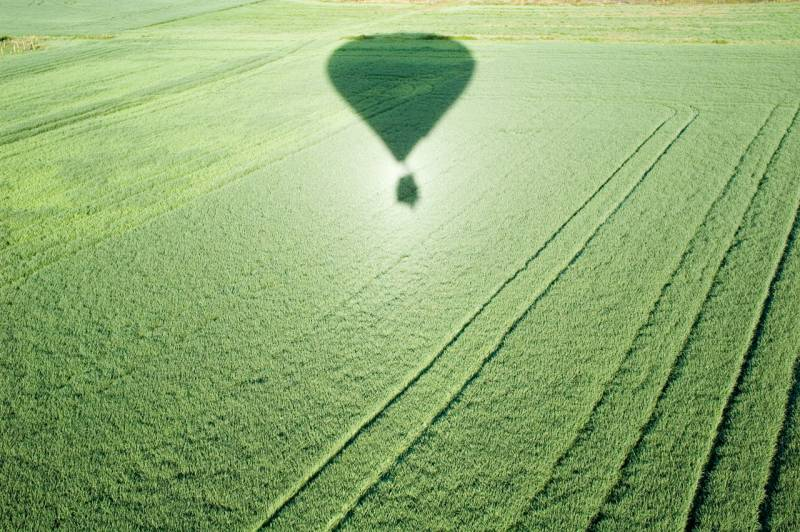
Heiligenschein autour de l'ombre d'un ballon dans un champ.

L'heiligenschein (de l'allemand pour auréole, littéralement « lumière sainte ») est un phénomène optique qui crée une zone lumineuse autour de l'ombre de la tête de l'observateur.
Un heiligenschein se forme lorsque la surface sur laquelle tombe l'ombre présente certaines caractéristiques optiques. L'herbe recouverte de rosée les présente : les gouttelettes d'eau presque sphériques de la rosée agissent comme des lentilles qui concentrent la lumière sur la surface derrière elle. Une partie de cette lumière est rediffusée dans la direction de la source lumineuse en passant à nouveau à travers les gouttelettes. Ceci fait apparaître le point situé exactement à l'opposé de la source lumineuse par rapport à l'observateur comme le plus brillant.
L’heiligenschein ne doit pas être confondu avec l'effet d'opposition, phénomène d'apparence similaire produit par les surfaces irrégulières des corps célestes, tel le régolite lunaire. L’heiligenschein ne présente aucun anneau coloré autour de l'ombre, comme c'est le cas pour une gloire.